# Bristol, Vermont
Bristol är en kommun (town) i Addison County i delstaten Vermont i USA. Vid folkräkningen år 2000 bodde 3 788 personer på orten. Den har enligt United States Census Bureau en area på totalt 109,2 km², varav 1,0 km² är vatten.  